# María Luz Bajo Prieto
María Luz Bajo Prieto, née le 5 mai 1964, est une femme politique espagnole membre du Parti populaire.
Elle est élue députée de la circonscription de Madrid lors des élections générales de novembre 2011.

## Biographie

### Profession
Elle titulaire d'une licencie en sciences de l'information obtenue à l'université complutense de Madrid. De 1986 à 1990, elle travaille pour la radio nationale et Antena 3.

### Carrière politique
De 1990 à 1996, elle fait partie du cabinet de presse du Parti populaire. Elle a été directrice chargée de la communication dans différents ministères de 1996 à 2003. De 2003 à 2006, elle est directrice de communication du Parti populaire. De 2007 à 2011, elle est députée à l'Assemblée de Madrid.
Le 20 novembre 2011, elle est élue députée pour Madrid au Congrès des députés et réélue en 2015 et 2016.